# ZIL-5301
 (juin 2021).
Si vous disposez d'ouvrages ou d'articles de référence ou si vous connaissez des sites web de qualité traitant du thème abordé ici, merci de compléter l'article en donnant les références utiles à sa vérifiabilité et en les liant à la section « Notes et références ».
Le ZIL-5301 (russe : ЗИЛ-5301, généralement avec le suffixe de nom Бычок – taureau) est un camion fabriqué par le constructeur russe Zavod Imeni Likhatchiova, ou ZIL en abrégé. Le camion léger a été produit en série de 1996 à 2014 et était disponible sur le marché en différentes versions. Les bus ZIL-3250 et KAvZ-3244 sont basés sur le véhicule.

## Description

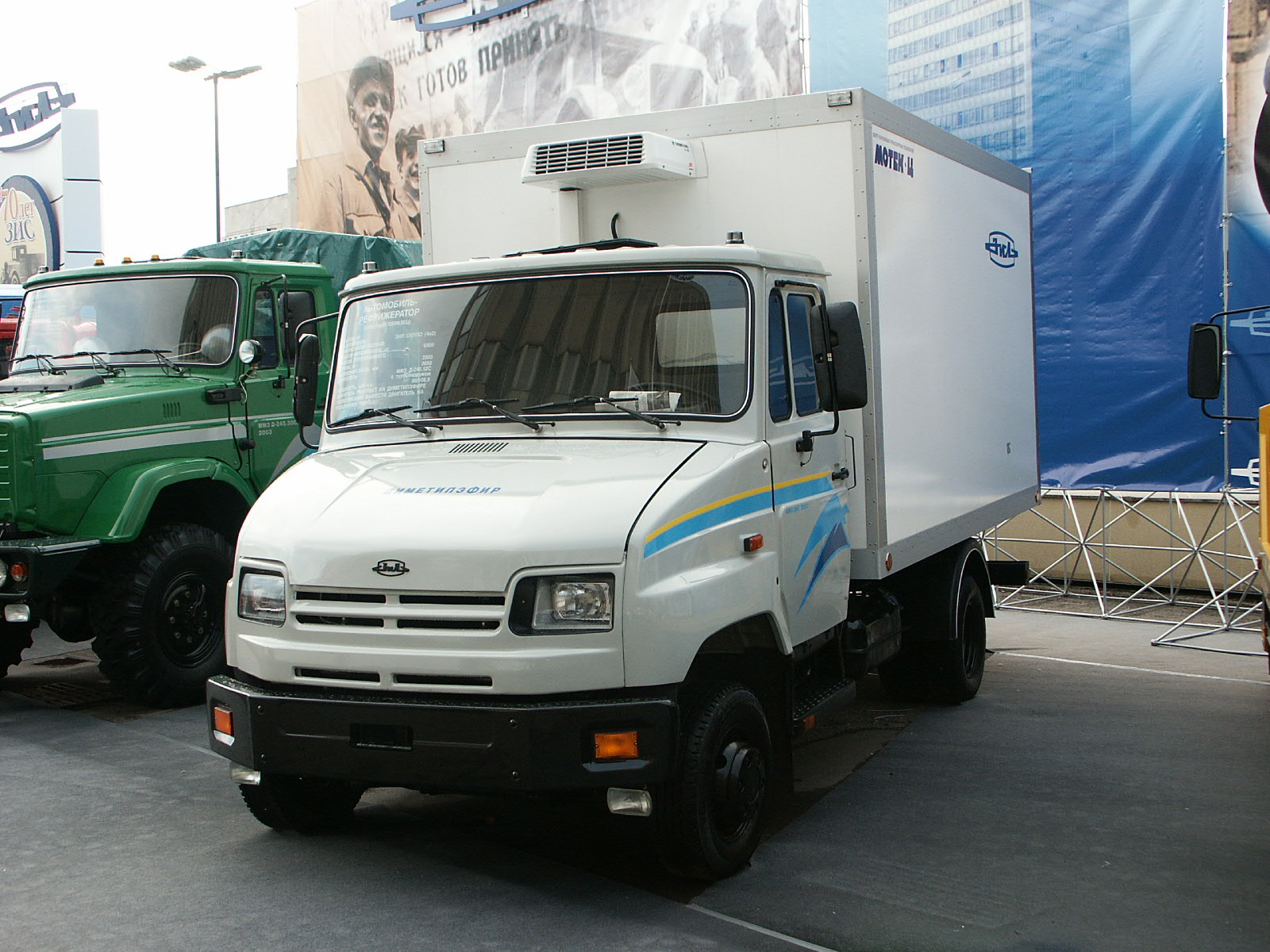
ZIL-5301 camionnette.

Dès 1992, ZIL travaillait au développement du prototype d'un nouveau camion léger. Le véhicule résultant était constitué d'une combinaison de pièces existantes et achetées, notamment un châssis d'un Mercedes-Benz T 2, une partie de la cabine d'un ZIL-4331 et une boîte de vitesses du camion ZIL-130. Les prototypes étaient également équipés du moteur turbodiesel Mercedes OM364, mais celui-ci n'était pas utilisé sur les véhicules de série. Les châssis et les moteurs ont été envoyés à l'entreprise russe par Mercedes-Benz après que les deux entreprises aient conclu une brève coentreprise.
Au cours des deux années 1994 et 1995, une pré-série d'environ 200 véhicules a été produite.
La plupart des variantes du véhicule sont proposées depuis 1996. Les éléments suivants sont importants :
- ZIL-5301AO – la version de base avec plateau, construite jusqu'en 2010, également avec l'indice WE,
- ZIL-5301JaO - variante actuelle à plat, depuis 2005 également appelée ZIL-5301KE,
- ZIL-5301AA – avec corps de boîte (long),
- ZIL-5301TO – modèle avec cabine double,
- ZIL-5301BO – châssis pur sans carrosserie,
- ZIL-5301SS – camionnette à panneau fermé (long).

D'autres carrosseries ou variantes de modèles spéciaux ont également été construites, notamment des bennes, un camion de pompiers à double cabine et des véhicules de remorquage (parfois également à trois essieux). Il existe également un modèle à transmission intégrale.
Plusieurs moteurs diesel MMS-D245.9 différents étaient disponibles pour le camion. Tous sont des moteurs à quatre cylindres qui fonctionnent selon le processus à quatre temps. Ils diffèrent, par exemple, par le respect des normes d'émission. Bien que certains moteurs ne répondent pas à la norme EURO, le type MMS-D245.9E3 est approuvé pour EURO-3.
Le constructeur a fait faillite vers 2013 et, en 2014, la production des véhicules ZIL-5301 a également pris fin.
Il était prévu de produire localement le Mercedes-Benz Sprinter dans l'usine de Moscou à partir de kits de montage, dans le prolongement du partenariat avec Mercedes-Benz, mais cela n'a pas été réalisé compte tenu des problèmes économiques de l'entreprise russe. Au lieu de cela, l'assemblage du Sprinter a été transféré au concurrent GAZ.